# Bechyně
Bechyně är en stad i Tjeckien.   Den ligger i distriktet Okres Tábor och regionen Södra Böhmen, i den centrala delen av landet, 90 km söder om huvudstaden Prag. Bechyně ligger 407 meter över havet och antalet invånare är 5 755.
Terrängen runt Bechyně är huvudsakligen platt. Bechyně ligger nere i en dal. Runt Bechyně är det glesbefolkat, med 12 invånare per kvadratkilometer. Närmaste större samhälle är Tábor, 19,1 km nordost om Bechyně. Trakten runt Bechyně består till största delen av jordbruksmark.